# Michael Kiesling
Michael Kiesling (Brema, 1957) è un inventore e autore di giochi tedesco.
È celebre soprattutto per la decennale collaborazione con Wolfgang Kramer, soprattutto nei giochi della cosiddetta Mask Trilogy (Trilogia della maschera): Tikal, Java e Mexica.

## Ludografia
I principali giochi realizzati da Michael Kiesling da solo:
- 2007 - Wikinger
- 2013 - Sanssouci
- 2017 - Azul
- 2017 - Riverboat
- 2019 - Miyabi

### Insieme a Wolfgang Kramer
Principali giochi pubblicati da Michael Kiesling insieme a Wolfgang Kramer:
- 1999 - Tikal
- 1999 - Torres
- 2000 - Java
- 2002 - Mexica
- 2002 - Pueblo
- 2004 - Raja: Costruire Palazzi in India
- 2005 - That's Life
- 2005 - Australia
- 2008 - Cavum
- 2010 - Tikal II
- 2010 - Asara
- 2012 - Die Paläste von Carrara
- 2013 - Nauticus
- 2013 - Glück Auf
- 2014 - Abluxxen
- 2015 - Abenteuerland

### Insieme a Andreas Schmidt
Principali giochi pubblicati da Michael Kiesling insieme a Andreas Schmidt:
- 2017 - Heaven & Ale

### Insieme a Reinhard Staupe
- 2014 - 7 Steps

## Premi e riconoscimenti
I giochi di Kiesling hanno vinto o sono stati nominati molte volte ai premi più prestigiosi tra i quali:
- Spiel des Jahres
  - 1999 - Tikal (con Wolfgang Kramer): gioco dell'anno;
  - 2000 - Torres (con Wolfgang Kramer): gioco dell'anno;
  - 2004 - Raja: Costruire Palazzi in India (con Wolfgang Kramer): gioco nominato;
  - 2005 - Verflixxt! (con Wolfgang Kramer): gioco nominato;
  - 2011 - Asara (con Wolfgang Kramer): gioco nominato;
  - 2018 - Azul: gioco dell'anno;
- Kennerspiel des Jahres
  - 2013 - Die Palaste von Carrara (con Wolfgang Kramer): gioco nominato;
  - 2019 - Heaven & Ale (con Andreas Schmidt): gioco nominato;
- Deutscher Spiele Preis
  - 1999 - Tikal (con Wolfgang Kramer): 1º classificato;
  - 2000 - Torres (con Wolfgang Kramer): 2º classificato;
  - 2002 - Java (con Wolfgang Kramer): 9º classificato;
  - 2002 - Mexica (con Wolfgang Kramer): 5º classificato;
  - 2002 - Pueblo (con Wolfgang Kramer): 8º classificato;
  - 2004 - Raja: Costruire Palazzi in India (con Wolfgang Kramer): 7º classificato;
  - 2005 - Verflixxt! (con Wolfgang Kramer): 10º classificato;
  - 2007 - Wikinger: 3º classificato;
  - 2011 - Asara (con Wolfgang Kramer): 5º classificato;
  - 2018 - Azul: 1º classificato;
  - 2018 - Heaven & Ale (con Andreas Schmidt): 5º classificato;
- International Gamers Award
  - 2000 - Tikal (con Wolfgang Kramer): Miglior gioco di strategia;
  - 2013 - Die Palaste von Carrara (con Wolfgang Kramer): gioco nominato;
  - 2014 - Linko! (Abluxxen) (con Wolfgang Kramer): gioco nominato;
  - 2018 - Azul: gioco nominato;
  - 2018 - Heaven & Ale (con Andreas Schmidt): gioco nominato;
- Premio À la Carte
  - 2014 - Linko! (Abluxxen) (con Wolfgang Kramer): gioco vincitore;
  - 2017 - Crocevia del Carbone: Il gioco di carte (con Wolfgang Kramer): gioco nominato;